# The Cold White Light
The Cold White Light es el penúltimo disco de la banda Sentenced.

## Lista de canciones
1. "Konevitsan Kirkonkellot" – 1:40
2. "Cross My Heart and Hope to Die" – 4:04
3. "Brief Is the Light" – 4:23
4. "Neverlasting" – 3:35
5. "Aika Multaa Muistot (Everything Is Nothing)" – 4:33
6. "Excuse Me While I Kill Myself" – 3:48
7. "Blood and Tears" – 4:15
8. "You Are the One" – 4:29
9. "Guilt and Regret" – 3:44
10. "The Luxury of a Grave" – 4:44
11. "No One There" – 6:14

- Datos: Q2739587